# 南末広町
南末広町（みなみすえひろちょう）は、徳島県徳島市の町名。沖洲地区に属している。郵便番号は〒770-0867。
- 人口：2,050人（2025年1月。徳島市の調査より）
- 世帯数：1,069世帯（同上）

## 地理
徳島市及び市街地の東部に位置し、吉野川下流デルタ地帯の一角をなす。新町川の河口部に当たり、徳島港の一部をなす。また、かつては一面の湿田、カヤ原・廃塩田で人家もまばらであったが、新町川が埋め立てられ、末広埠頭となった。
徳島フェリーが運航され、すぐ下流の沖洲埠頭とともに徳島の新しい海の玄関口となっている。地内西部にはかつて有料道路であった末広大橋が新町川に架かっている。

### 河川
- 新町川
- 沖洲川

## 歴史
元は末広町の一部で、昭和41年に現在の町名となった。徳島港の整理が進むにつれ急速に変化・発展した。

## 施設
公共施設
- イオンモール徳島
- 徳島県立中央テクノスクール
- 徳島経済産業会館（KIZUNAプラザ）
- 徳島県総合土木庁舎
- 徳島末広郵便局
- 木下病院

分譲マンション

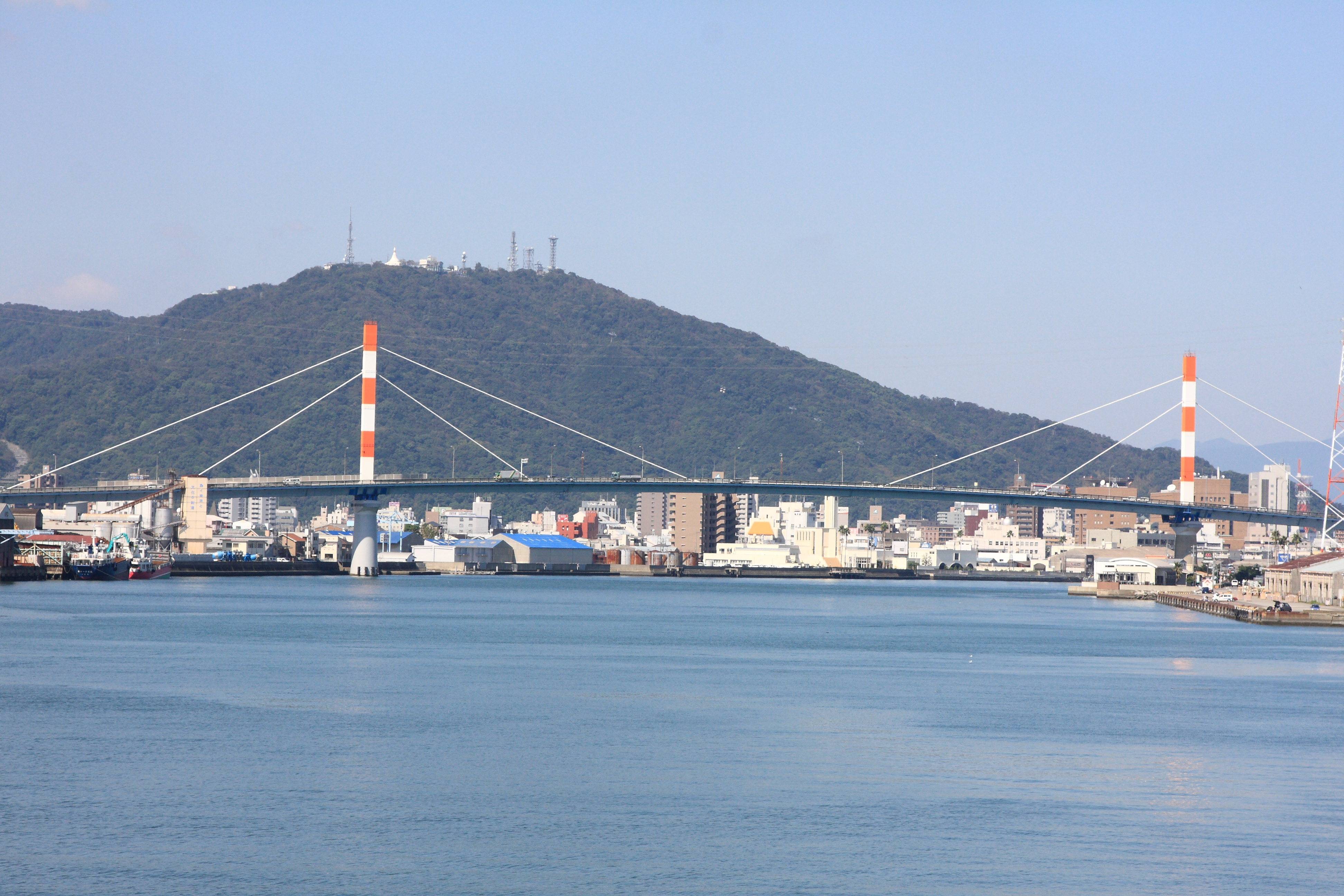
末広大橋

- 南末広第一マンション(1984年8月竣工、90戸)
- 南末広第二マンション(1985年7月竣工、96戸)
- サーパス南末広壱番館(1989年4月竣工、43戸)
- サーパス南末広弐番館(1990年2月竣工、72戸)
- サーパスシティ南末広一番館(1996年10月竣工、103戸)
- サーパスシティ南末広二番館(1997年11月竣工、98戸)
- サントレーノ南末広(2005年11月竣工、77戸)
- クレアホームズ徳島末広 ザ・リバーレジデンス(2022年2月竣工、82戸)

企業等
- あわわ
- ディスカウントドラッグコスモス南末広店
- モスバーガー徳島末広ベイサイド店
- ぼてじゅう末広店（老舗お好み焼き）
- 中華そば末広
- ハードオフ徳島末広店

かつて存在した施設
- 徳島リバーシティ
- ジャスコ徳島店
- まちけん末広店
- がんばりや南末広店

## 交通

### 道路
都道府県道
- 徳島県道29号徳島環状線

### バス
徳島市営バス
- 南末広町
- イオンモール徳島
- 南末広町中・イオンモール前
- 東部県土整備局前